# Luchsingen
Luchsingen est une localité et une ancienne commune suisse du canton de Glaris, située dans la commune de Glaris Sud.

## Géographie

Photo aérienne prise à 300 m par Walter Mittelholzer (1923)

Selon l'Office fédéral de la statistique, l'ancienne commune de Luchsingen mesurait 30,67 km2 et comprenait les localités de Diesbach, Dornhaus et Hätzingen. Elle était limitrophe de Betschwanden, Braunwald, Elm, Glaris, Haslen et Schwanden, ainsi que de Muotathal dans le canton de Schwytz.

## Démographie
Selon l'Office fédéral de la statistique, Luchsingen possède 1 119 habitants fin 2022. Sa densité de population atteint 36 hab./km2.
Le graphique suivant résume l'évolution de la population de Luchsingen entre 1850 et 2008 :